# Neoschmidea
Neoschmidea är ett släkte av vinruteväxter. Neoschmidea ingår i familjen vinruteväxter.
Kladogram enligt Catalogue of Life:
| Neoschmidea | \| \| Neoschmidea calycina \| \| \| \| \| \| Neoschmidea pallida \| \| \| \| |
|             | \| \| Neoschmidea calycina \| \| \| \| \| \| Neoschmidea pallida \| \| \| \| |
|             | Neoschmidea calycina                                                         |
|             |                                                                              |
|             | Neoschmidea pallida                                                          |
|             |                                                                              |